# Lillingstone Dayrell
Lillingstone Dayrell är en ort i civil parish Lillingstone Dayrell with Luffield Abbey, i kommunen Buckinghamshire, Storbritannien. Den i riksdelen England, i den södra delen av landet, 80 km nordväst om huvudstaden London. Lillingstone Dayrell ligger 102 meter över havet och antalet invånare är 103. Lillingstone Dayrell var en civil parish fram till 2001 när blev den en del av Lillingstone Dayrell with Luffield Abbey. Civil parish hade 121 invånare år 1961. Byn nämndes i Domedagsboken (Domesday Book) år 1086, och kallades då Lelinchestane.
Terrängen runt Lillingstone Dayrell är platt, och sluttar österut. Runt Lillingstone Dayrell är det ganska tätbefolkat, med 160 invånare per kvadratkilometer. Närmaste större samhälle är Milton Keynes, 14,1 km öster om Lillingstone Dayrell. Trakten runt Lillingstone Dayrell består till största delen av jordbruksmark.